# Onodera Yoshimichi
 (mars 2019).
Onodera Yoshimichi (小野寺義道, 19 août 1566-8 janvier 1646) est le fils d'Onodera Terumichi (daimyo de second rang de la province de Dewa).
Yoshimichi est le seigneur du château d'Omori et un rival de longue date du clan Megumi. Yoshimichi lui-même devient plus tard un daimyo de Dewa. Au cours de l'année 1594, Mogami Yoshikaira, un vieil ennemi de Yoshimichi, le trompe et le fait punir par un de ses principaux obligés. Cette tromperie affecte grandement l'unité entre les vassaux.
Plus tard, Ōtani Yoshitsugu doit mener des enquêtes foncières dans le domaine de Yoshimichi mais cette mission est finalement annulée. Le château de Yoshimichi à Omori est assiégé pendant l'année 1599. Yoshimichi continue à soutenir Uesugi Kagekatsu pendant la bataille de Sekigahara mais est ensuite privé de ses terres et exilé dans la  région de Chūgoku pendant l'année 1601.

## Source de la traduction
- (en) Cet article est partiellement ou en totalité issu de l’article de Wikipédia en anglais intitulé « Onodera Yoshimichi » (voir la liste des auteurs).